# Fabien Taillefer

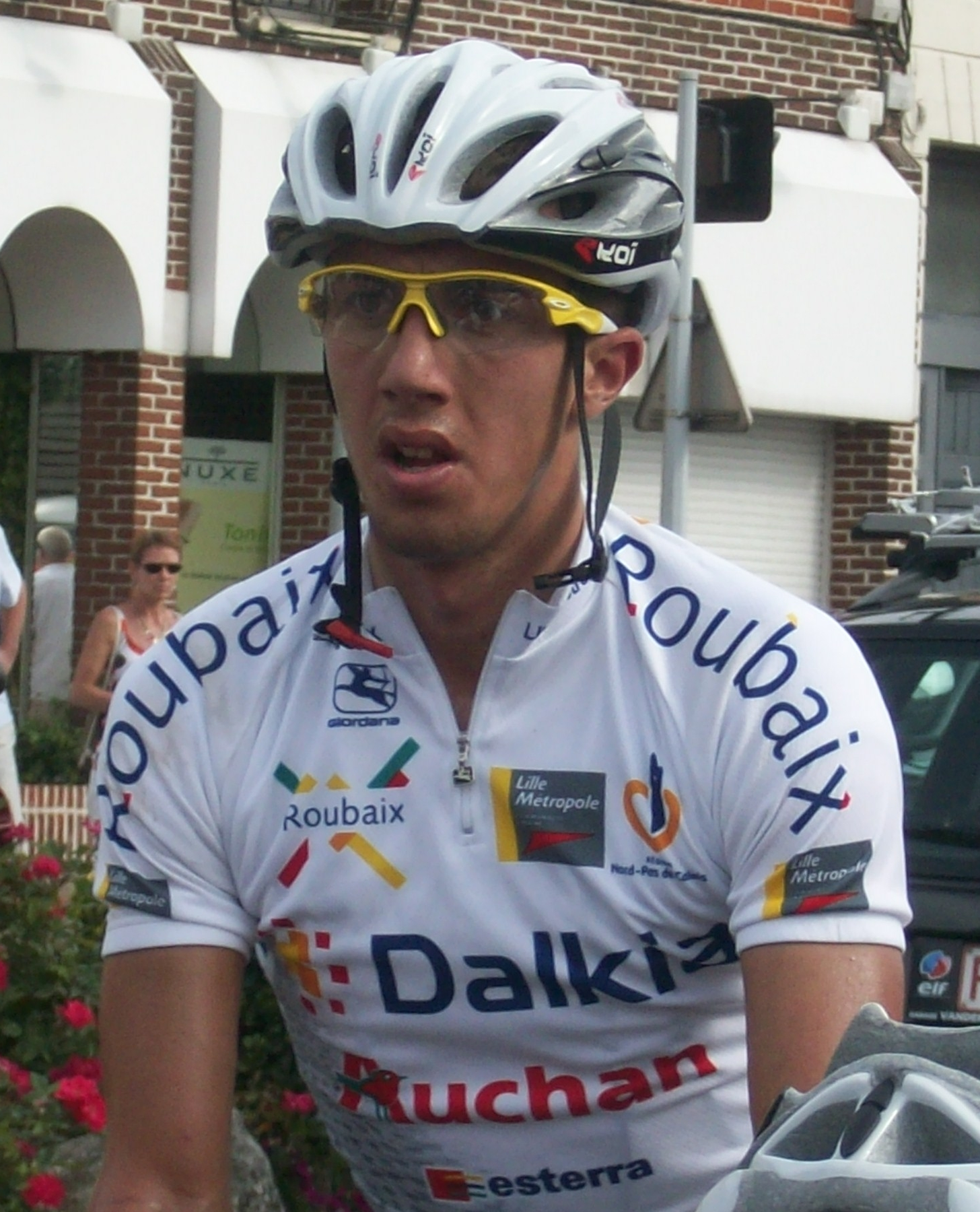
Fabien Taillefer beim Grand Prix de Pérenchies 2009

Fabien Taillefer (* 21. August 1989) ist ein französischer Radrennfahrer.
Fabien Taillefer gewann 2007 in der Juniorenklasse die Gesamtwertung bei der Route de l’Avenir und die Eintagesrennen Paris–Roubaix Juniors, Classique des Alpes und Chrono des Nations. Außerdem wurde er französischer Meister im Einzelzeitfahren und er gewann bei der Europameisterschaft in Sofia die Silbermedaille im Straßenrennen.
Im Erwachsenenbereich gewann Taillefer 2008 jeweils eine Etappe beim Circuit du Mené und bei der Tour du Béarn sowie zwei Teilstücke bei Mi-Aout-Bretonne. Bei den internationalen U23-Ausgaben des Flandern-Rundfahrt und des Chrono des Nations wurde er Fünfter und Zweiter, wodurch er erste Punkte für die UCI-Weltrangliste erzielte. 
In der Saison 2009 fuhr Taillefer für das französische Continental Team Roubaix Lille Métropole.

## Erfolge
2007
- Französischer Meister – Einzelzeitfahren (Junioren)

## Teams
- 2009 Roubaix Lille Métropole